# 东乡镇 (武宣县)
东乡镇，是中华人民共和国广西壮族自治区来宾市武宣县下辖的一个乡镇级行政单位。

## 行政区划
东乡镇下辖以下地区：
三多村、屯应村、麻村、华乐村、达昊村、江村、平岭村、上棉村、堡村、长塘村、邓寺村、禄良村、莫村、李运村、古列村、河马村、合群村、洛桥村、武兰村、金岗村、马台村、王道村、禄道村和风沿村。